# 50 West
50 West är en skyskrapa som ligger på Manhattan i New York, New York i USA.
Byggnaden uppfördes mellan 2008 och 2018 som en fastighet för bostäder. Den är 237,3 meter hög och har 64 våningar.